# Rivolta di settembre
La rivolta di settembre (in bulgaro Септемврийско въстание?, Septemvriysko vastanie) fu un'insurrezione comunista del 1923 in Bulgaria. Il Partito Comunista Bulgaro (PCB) tentò di rovesciare il nuovo governo di Alexander Tsankov istituito in seguito al colpo di Stato del 9 giugno.

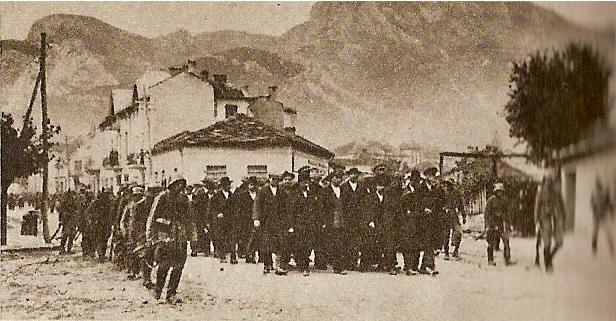
Ribelli arrestati a Vraca

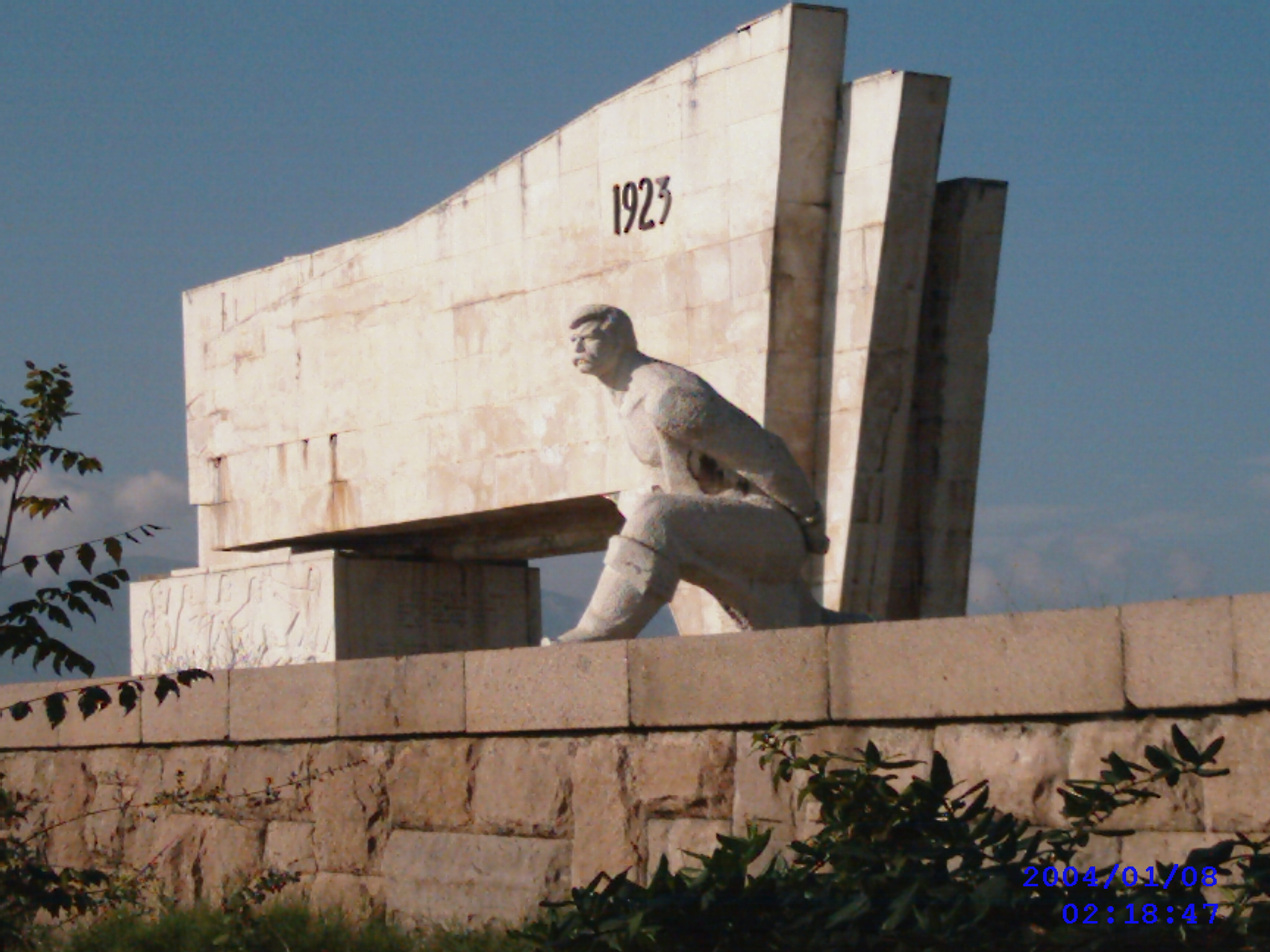
Memoriale della rivolta di settembre dell'epoca comunista a Pazardžik